# プロミス・キーパーズ
プロミス・キーパーズ（英語: Promise Keepers）は、元コロラド大学ボルダー校のフットボールコーチであるビル・マッカートニーによって1990年に設立された、国際的なキリスト教運動団体。婚前交渉、妊娠中絶、同性愛、ポルノ、フェミニズムが罪であることを教え、聖書的価値観の復権を提唱。会員は男性のみ。日本にも支部がある。
プロミス・キーパーズの指導部は皆福音主義派であるため、その指導を受ける男性も保守的なクリスチャンが多い。
キャッチフレーズは「世界を本当に変えたいのなら、男を変えろ」。「男性は父として、夫として主導権を握るべき、家族の為に犠牲を払うべきである」と保守的価値観を叫んでいる。かつては会員のほとんどを白人が占めていたが、マッカートニーは、それが神の御心で無いと示されたとして、人種差別に反対し、黒人を積極的に招くようになった。

## 活動
発足当初である1990年の会員は70名ほどだったが、翌1991年の集会には4200人が参加し、92年には22,000人、93年には5万人以上の参加者が集まった。一時減少した時期もあったが、1997年にワシントンで行われた100万人集会など、2003年までにのべ500万人以上の男性がプロミス・キーパーズの集会に参加している。
プロミス・キーパーズは人種の壁を乗り越えることを標榜しており、ワシントン集会の参加者の人種構成も白人80パーセント、黒人14パーセントと、アメリカの人口比以上に有色人種が参加している。プロミス・キーパーズの指導者たちは、人種差別は法律によって解決されるものではなく、個人と個人の人間関係の変革によって解決されると主張し、政治的な要求はまったくしない点でキリスト教連合のような宗教右派とは異なる。

## 思想

### 七つの約束
プロミス・キーパーズは神の言葉を信じ、隣人との関係の見直しができる信仰のあつい男性となる訓練を受けるための団体として組織された。その趣旨を明らかにしたテキスト『プロミス・キーパーの七つの約束』には以下のような7つの約束が示されている。

### 男性運動
男性の信仰復活運動は、1850年代のイギリスで興った筋肉的キリスト教という思想が根底にある。この思想は20世紀初頭にアメリカにも影響を与えた。宗教的男性運動であるプロミス・キーパーズもこの系譜に連なる。
プロミス・キーパーズに参加する男性にとっての大きな関心事は、男らしさとは何なのか、という問題である。指導部聖職者のトニー・エヴァンスは、男らしさに対する誤解が女々しい男性を生み出し、霊的指導者の役割を女性に明け渡す結果となっているという。そして、その状況を断ち切るには男性が責任感と男らしさを取り戻し、神が定めた霊的に聖いリーダーシップを取り戻すことだと説いた。
一方で、男女平等を唱えるリベラルな女性団体は、女性を従属させる父権的な考え方を持ち、妊娠中絶や同性愛を認めないプロミス・キーパーズを第三の宗教右派運動として批難している。